# Kesovce
Kesovce (węg. Sajókeszi) – wieś (obec) na Słowacji położona w kraju bańskobystrzyckim, w powiecie Rymawska Sobota. Pierwsze wzmianki o miejscowości pochodzą z roku 1232. 
Według danych z dnia 31 grudnia 2012, wieś zamieszkiwało 245 osób, w tym 122 kobiety i 123 mężczyzn.
W 2001 roku rozkład populacji względem narodowości i przynależności etnicznej wyglądał następująco:
- Słowacy – 11,02%
- Romowie – 16,1%
- Węgrzy – 67,8%

Ze względu na wyznawaną religię struktura mieszkańców kształtowała się w 2001 roku następująco:
- Katolicy rzymscy – 76,27%
- Ewangelicy – 2,54%
- Ateiści – 4,24%
- Nie podano – 1,69%